# Île Rothschild
Cet article concerne île de l'Antarctique. Pour l'ancienne île de la Seine, voir île de Puteaux. Pour les homonymes, voir Rothschild.
L'île Rothschild est une île de l'Antarctique longue de 39 km, principalement recouverte de glace mais dominée par les sommets proéminents des  monts Desko. Elle se situe 8 km à l'ouest de l'île Alexandre-Ier à l'entrée nord du Wilkins Sound aussi appelée barrière de glace de Wilkins car une grande partie est constamment prise dans les glaces.
L'île fut vue la première fois par l'expédition antarctique française de 1908-1910, et nommée par Charcot en l'honneur du Baron Édouard de Rothschild (1868-1949). Une exploration suivante lors de l'expédition British Graham Land (BGLE) de 1934-37, a laissé penser qu'il s'agissait d'une montagne reliée à l'île Alexandre-Ier mais son insularité fut  définitivement prouvée par l'US Antarctic Service (USAS), en 1939-41, qui photographia et cartographia grossièrement l'île par survol aérien. Elle fut cartographiée en détail par des photos aériennes prises par lors de l'expédition Ronne (RARE) en 1947-48, puis par Searle du Falkland Islands Dependencies Survey (FIDS) en 1960, et par une image satellite américaine prise en 1974. Ceci explique que l'on retrouve quelquefois le nom de cap Rothschild ou mont Rothschild sur d'anciennes cartes.